# Посёлок центральной усадьбы совхоза имени БашЦИКа
центральной усадьбы совхоза имени БашЦИКа — упразднённый в 1981 году посёлок Благоварского района Башкирской АССР. Присоединён к селу Мирный в 1981 году.

## География
Находится на северо-восточной окраине Бугульминско-Белебеевской возвышенности. Протекает р. Бизерган.

### Географическое положение
Расстояние, по данным на 1 января 1969 года, на 1 июля 1972 года:
- центра сельсовета (Языково): 15 км,
- ближайшей ж/д станции (Благовар): 14 км.

## Топоним
Название восходит к аббревиатуре БашЦИК, то есть Башкирский центральный исполнительный комитет.

## История
На 1 января 1969 года, на 1 июля 1972 года административный центр Троицкого сельсовета, проживали русские.
Вошёл в состав села Мирный согласно Указу Президиума ВС Башкирской АССР от 20.03.1981 N 6-2/92 «Об объединении некоторых населённых пунктов Благоварского района».

## Население
На 1 января 1969 года — 615 человек. Основная нация — русские.

## Известные жители
Здесь родился Горобец, Григорий Васильевич — министр сельского хозяйства Республики Башкортостан (2001—2007).

## Инфраструктура
Жители посёлка работали в совхозе имени БашЦИК.

## Транспорт
Находилась у магистральной автодороги, современной федеральной трассы «Челябинск-Уфа-Самара» (М-5 "Урал").